# Jetmore
Jetmore és una població dels Estats Units a l'estat de Kansas. Segons el cens del 2000 tenia 903 habitants.

## Demografia
Segons el cens del 2000, Jetmore tenia 903 habitants, 362 habitatges, i 241 famílies. La densitat de població era de 317 habitants/km².
Dels 362 habitatges en un 33,7% hi vivien nens de menys de 18 anys, en un 57,5% hi vivien parelles casades, en un 5,5% dones solteres, i en un 33,4% no eren unitats familiars. En el 31,2% dels habitatges hi vivien persones soles el 18,8% de les quals corresponia a persones de 65 anys o més que vivien soles. El nombre mitjà de persones vivint en cada habitatge era de 2,4 i el nombre mitjà de persones que vivien en cada família era de 3,02.
Per edats la població es repartia de la següent manera: un 27,7% tenia menys de 18 anys, un 5% entre 18 i 24, un 25,5% entre 25 i 44, un 19,9% de 45 a 60 i un 21,9% 65 anys o més.
L'edat mediana era de 40 anys. Per cada 100 dones de 18 o més anys hi havia 88,2 homes.
La renda mediana per habitatge era de 33.618 $ i la renda mediana per família de 39.375 $. Els homes tenien una renda mediana de 27.917 $ mentre que les dones 24.250 $. La renda per capita de la població era de 15.510 $. Entorn del 10,9% de les famílies i el 14% de la població estaven per davall del llindar de pobresa.

## Poblacions més properes
El següent diagrama mostra les poblacions més properes.